# Карбонифера

Карбонифера на карте.

Карбонифера (порт. Região Metropolitana Carbonífera)  —  крупная городская агломерация в Бразилии. Центр — город Крисиума. Входит в штат Санта-Катарина. 

## Население
Численность населения агломерации составляет 342 584 человека на 2014 год, с прилегающими районами комплексного развития агломерации — 586 443 человек на 2014 год (на 2005 год — 318 027 человек; на 2010 год — 338 231 человек, с прилегающими районами комплексного развития агломерации — 568 526 человек на 2010 год). Занимает площадь 1420,7 км² (с прилегающими — 5109,5 км²) . Плотность населения — 169,4 чел./км² в 2005 году; 238,1 чел./км² в 2010 году (с прилегающими районами — 111,3 чел./км² в 2010 году); 241,1 чел./км² в 2014 году (с прилегающими районами — 114,8 чел./км² в 2014 году).

## Состав агломерации
В агломерацию входят 7 муниципалитетов (общей численностью населения в 338.231 человек на 2010 год и в 342.584 человека на 2014 год):
| муниципалитет   | население в 2014 (чел.) |
| --------------- | ----------------------- |
| Кокал-ду-Сул    | 16009                   |
| Крисиума        | 204667                  |
| Форкильинья     | 24694                   |
| Исара           | 52284                   |
| Морру-да-Фумаса | 17052                   |
| Нова-Венеза     | 14285                   |
| Сидерополис     | 13593                   |
| всего           | 342584                  |

Помимо этого, к агломерации относятся прилегающие 19 муниципалитетов в рамках комплексного (экспансионистского) развития агломерации общей численностью населения в 230.295 человек на 2010 год и 243.859 человек на 2014 год.

## Статистика
- Индекс развития человеческого потенциала на 2000 составляет 0,813 (данные: Программа развития ООН).